# Bouteloua reflexa
Bouteloua reflexa är en gräsart som beskrevs av Jason Richard Swallen. Bouteloua reflexa ingår i släktet Bouteloua och familjen gräs. Inga underarter finns listade i Catalogue of Life.